# Aeropuerto de Bhojpur
El Aeropuerto de Bhojpur (IATA: BHP, OACI: VNBJ) es un aeropuerto que da servicio a Bhojpur, Nepal una población en el distrito de Bhojpur en la zona de Kosi de Nepal.

## Instalaciones
El aeropuerto se sitúa a una altitud de 4000 pies (1219 m) sobre el nivel del mar. Tiene una pista de 533 metros (1749 pies) de longitud. Este aeropuerto ha ayudado a la población de Bhojpur que cuentan sólo con 3,5 km de carretera en todo Bhojpur.

## Aerolíneas y destinos
| Aerolíneas     | Destinos             |
| -------------- | -------------------- |
| Nepal Airlines | Biratnagar, Katmandú |